# Passeur (marinier)
Pour les articles homonymes, voir Passeur.
Le passeur est un marinier d'un genre particulier. En France, il est souvent un employé de l'Équipement dont le rôle est de faire franchir à des personnes et des véhicules un cours d'eau en l'absence de pont, au moyen d'un bateau spécial, le bac.
Autrefois, ce métier était très courant en raison du manque de grands ponts sur les rivières importantes.
Il s'est considérablement raréfié de nos jours, à la suite de l'ouverture de ponts toujours plus larges et longs. Néanmoins, des passeurs travaillent encore, notamment en France dans l'estuaire de la Loire ainsi qu'en Gironde et sur le bas Rhône, entre autres.
Les bateaux employés aujourd'hui sont généralement de grosses unités pouvant accueillir plusieurs voitures, et propulsées par des moteurs diesel.
Le saint patron des passeurs est Saint-Julien l'Hospitalier qui lui-même exerça ce métier.